# David José Alves
David José Alves (Póvoa de Varzim, 18 de Julho de 1866 – 20 de Julho de 1924) foi presidente do Partido Regenerador durante a monarquia constitucional no comício de 10 de Setembro de 1893, reconhecido o seu carácter durante a crise política devido à tragédia de 1892 em que morrem centenas de pescadores ao largo da praia. David Alves como independente une Progressistas e Regeneradores no apoio à reeleição do deputado Alberto Pimentel.
David Alves impulsionou-se por moldar a sua cidade natal de forma a torná-la em estância balnear permanente.